# Dinastía V de Egipto
La Dinastía V o Quinta Dinastía de Egipto comenzó c. 2494 a. C. y finalizó c. 2345 a. C. Es parte del Imperio Antiguo de Egipto. 

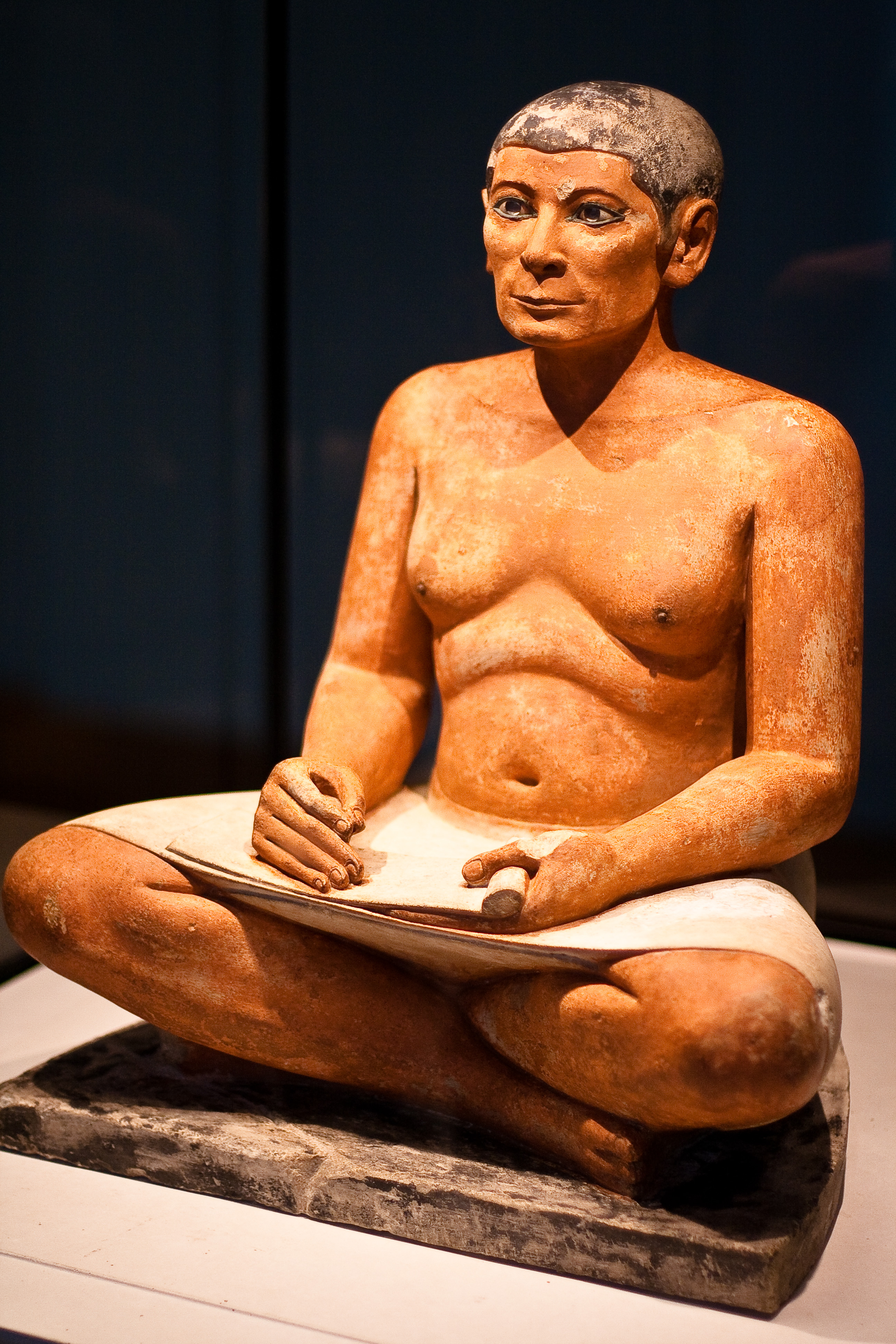
El escriba sentado, Museo del Louvre.

Manetón escribió que estos reyes gobernaron desde Elefantina, aunque los arqueólogos han encontrado claras evidencias para demostrar que sus residencias estaban situadas en Ineb-hedy, «Muro Blanco», Menfis. No se sabe con seguridad como fundó esta dinastía el faraón Userkaf.

## Historia
El Papiro Westcar, que fue escrito durante el Imperio Medio, narra cómo vaticinaron al faraón Jufu, de la dinastía IV, que los tres niños de la esposa del sacerdote de Ra, denominado Sajbu, lo derrocarían y de cómo el faraón intentó asesinar a estos niños, llamados Userkaf, Sahura y Kaka. Sin embargo los eruditos han reconocido que esta historia pudo ser en el mejor de los casos una leyenda, y admiten su ignorancia de cómo se transmitió y transformó de una dinastía a otra.

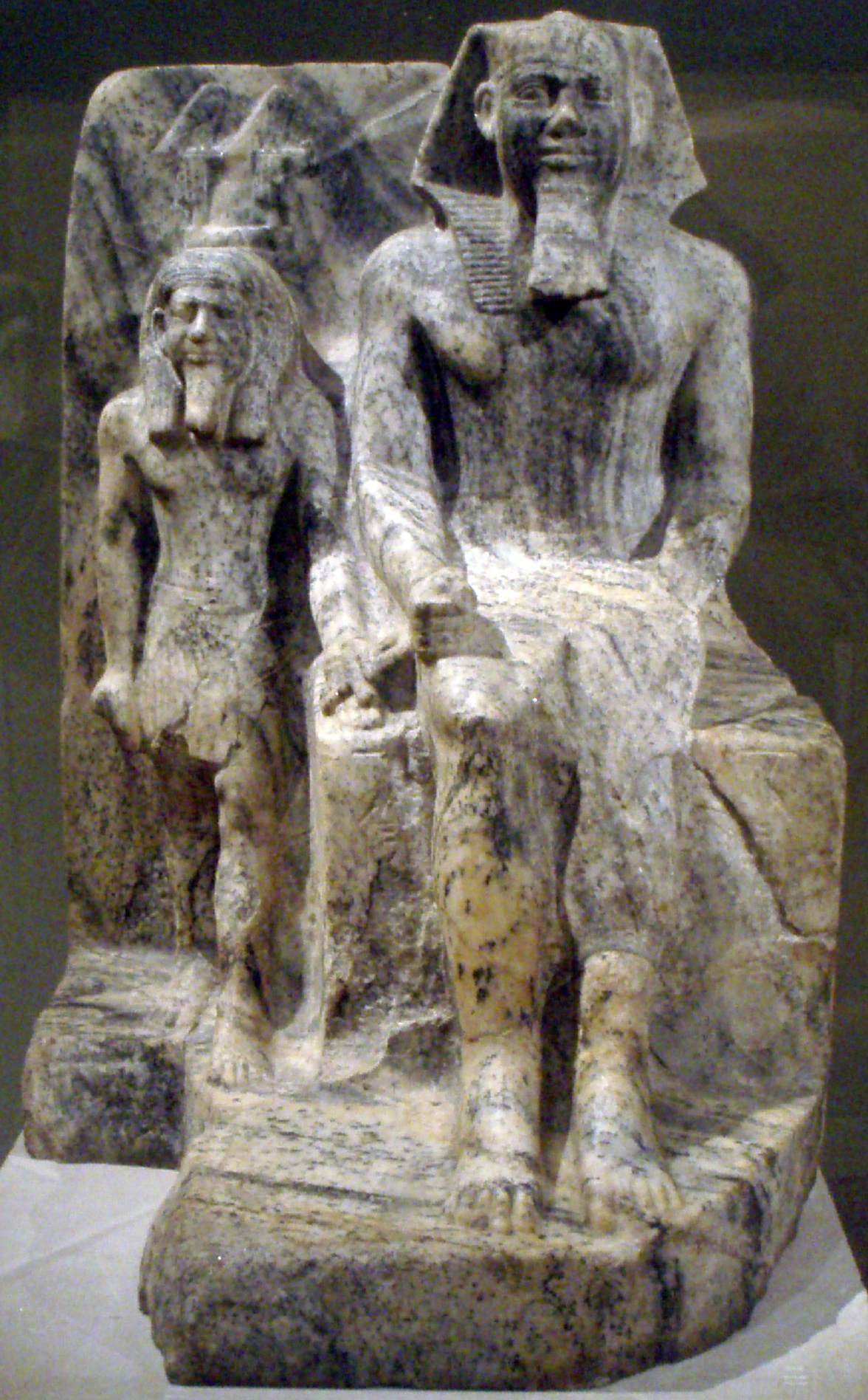
Sahura.

Durante esta dinastía, la religión egipcia experimentó varios cambios relevantes. Surgieron las primeras versiones conocidas de invocaciones funerarias inscritas en las tumbas reales, conocidas como los Textos de las Pirámides. El culto al dios Ra aumentó en importancia, y los reyes Userkaf y Menkauhor construyeron templos dedicados a Ra en Abusir. Más tarde en esta dinastía, el culto a Osiris adquirió relevancia, siendo las inscripciones más notables las encontradas en la tumba de Unis.
Entre los nobles egipcios de esta época, Ptahhotep, gran visir de Dyedkara-Isesi, ganó fama por su sabiduría. Las «máximas de Ptahhotep» le fueron atribuidas por sus copistas posteriores. Las tumbas de los nobles también fueron adornadas con inscripciones, como las reales, pero en vez de plegarias o sortilegios, fueron escritas en sus muros las biografías de los difuntos.
Como en tiempos pasados, enviaron expediciones a los yacimientos de Uadi Maghara y Uadi Jarit en el Sinaí para obtener turquesa, y a los del noroeste de Abu Simbel para conseguir gneis. También enviaron expediciones comerciales al sur, a Punt, para obtener malaquita, mirra, y electrum. Los hallazgos arqueológicos en Biblos prueban expediciones diplomáticas enviadas a esa ciudad Fenicia. Los descubrimientos que llevan los nombres de varios reyes de la quinta dinastía en la zona de Dorak, cerca del mar de Mármara, pueden ser evidencias de tratos comerciales, aunque siguen siendo una incógnita.

## Faraones de la dinastía V

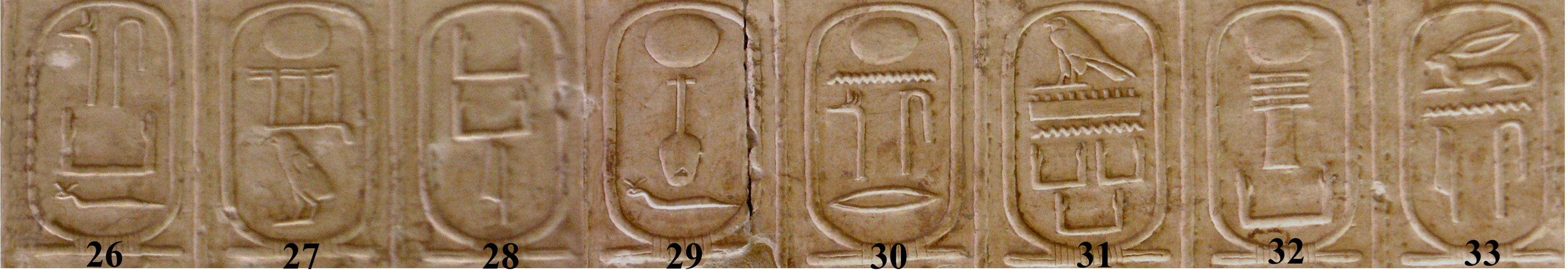
Lista Real de Abidos. Cartuchos 26-33.

| Nombre común   | Nombre de Nesut-Bity | Nombre de Sa-Ra | Comentarios | Reinado      |
| -------------- | -------------------- | --------------- | --- | ------------ |
| Userkaf        | Userkaf              |                 | Primer faraón que erige un Templo Solar                                                                               | 7 años       |
| Sahura         | Sahura               |                 | | 14 años      |
| Neferirkara    | Neferirkara          | Kakai           | Comenzó a utilizarse como un título más el Nombre de Nacimiento. Papiro con escritura hierática más antiguo conocido. | 10 años      |
| Shepseskara    | Shepseskara          | Necheruser      | | 7 años       |
| Neferefra      | Neferefra            | Isi             | | 7 años       |
| Nyuserra       | Nyuserra             | Iny             | | 31 años      |
| Menkauhor      | Menkauhor            | Ikauhor         | | 8 años       |
| Dyedkara Isesi | Dyedkara             | Isesi           | | 38 años      |
| Unis (Onnos)   |                      | Unis            | | 27 a 30 años |